# Adolf Hitler Uunona
Adolf Hitler Uunona (født i 1966) er en namibisk politiker fra SWAPO-partiet, som repræsenterer byen Ompundja i det nordlige Namibia. Uunona, som i daglig sprog går under navnet Adolf Uunona, har siden 2004 repræsenteret Ompundja.
Uunona indrømmer, at hans far navngav ham efter den nazistiske tyske diktator Adolf Hitler, men insisterer på, at han på ingen måde deler hverken politik eller personlighed med den tyske Hitler, og at hans far nok ikke helt forstod, hvad Adolf Hitler stod for.